# شهرستان لینگبی
شهرستان لینگبی (به لاتین: Lingbi County) یک منطقهٔ مسکونی در چین است که در سوجوا واقع شده‌است.